# Дијета (скупштина)
У политици, дијета је формални саветодавни скуп. Термин се историјски користи за скупове као што је немачка царска скупштина (генерална скупштина царских имања Светог римског царства ), као и за означавање савремених законодавних тела одређених земаља и држава као што је Национална скупштина Јапана, или немачки Бундестаг.

## Етимологија
Термин (такође и у нутритивном контексту) може да потиче од средњовековног латинског dieta, што значи и „парламентарна скупштина“ и „дневни додатак за храну“, од раније латинске diaeta  , могуће од грчког διαιτησία  (арбитража), или преписивање класичног грчког δίαιτα diaita , што значи „начин живљења“, а отуда и „исхрана“, „редован (свакодневни) рад“.
Кроз лажну етимологију, која се огледа у промени правописа заменом ае са е, реч дијета је постала повезана са латинским dies што значи датум. Почео је да се користи у посткласичној Европи у смислу „скупштине“ због тога што се користи за рад скупштинског састанка на дневној бази или одређеног дана у временском периоду, а самим тим и за сам скуп.

## Историјска употреба
У том смислу, обично се односи на скупштине царске скупштине Светог римског царства:
- Царска дијета
- Аугсбуршка дијета
- Дијета у Нирнбергу
- Дијета Регенсбурга
- Дијета Спејер

После Другог мира у Торну 1466. немачки језик Пруска дијета Ландтаг одржана је у земљама Краљевске Пруске, покрајине Пољске у персоналној унији са пољским краљем.
Хрватска реч за законодавну скупштину је sabor  (од глагола sabrati se  , "да окупи"); у историјском контексту често се преводи са дијета на енглеском,
Дијета Мађарске, која се обично сазива сваке три године у Секешфехервару, Будиму или Пресбургу, такође се звала „Диета“ у Хабзбуршком царству пре револуције 1848.
Риксдаг имања је био дијета четири властелинства у Шведској, од 15. века до 1866. године. Финска скупштина је била наследник Риксдага сталежа у Великом војводству Финској, од 1809. до 1906. године.
Швајцарско законодавно тело је било Tagsatzung (фр. Diète) пре него што га је Савезна скупштина заменила средином 19. века.

## Тренутна употреба
- Национална дијета Јапана, законодавно тело земље.
- Неки универзитети у УК и Индији период формалног испита и закључења академског термина називају „испитном дијетом“.
- Шкотске правне процедуре укључују дијету доказа, дебату, жалбу или састанке које може наложити суд.[3]